# Dysdera snassenica collina
Dysdera snassenica là một phân loài nhện trong họ Dysderidae.
Loài này thuộc chi Dysdera. Dysdera snassenica collina được Eugène Simon miêu tả năm 1910.